# Dům čp. 34 (Běleč nad Orlicí)
Památkově chráněný roubený venkovský dům čp. 34 se nalézá na západním okraji obce Běleč nad Orlicí v okrese Hradec Králové. Podél domu prochází zeleně značená cyklotrasa č. 4197 vedoucí z Hradce Králové k hájovně v Bažantnici. Dům je chráněn jako kulturní památka ČR. Národní památkový ústav tento dům uvádí v katalogu památek pod rejstříkovým číslem ÚSKP 30864/6-587.

## Popis
Dům čp. 34 představuje původně čtyřstranně zastavěnou venkovskou usedlost z roku 1846 s roubeným obytným stavením s lomenicí obrácenou do zahrady a s patrovým špýcharem s mansardovou střechou a s dřevěnou pavláčkou. Jedná se jeden z posledních dochovaných dokladů dřevěné zástavby venkovských obcí z 1. poloviny 19. století v blízkém okolí města Hradec Králové. 

## Galerie

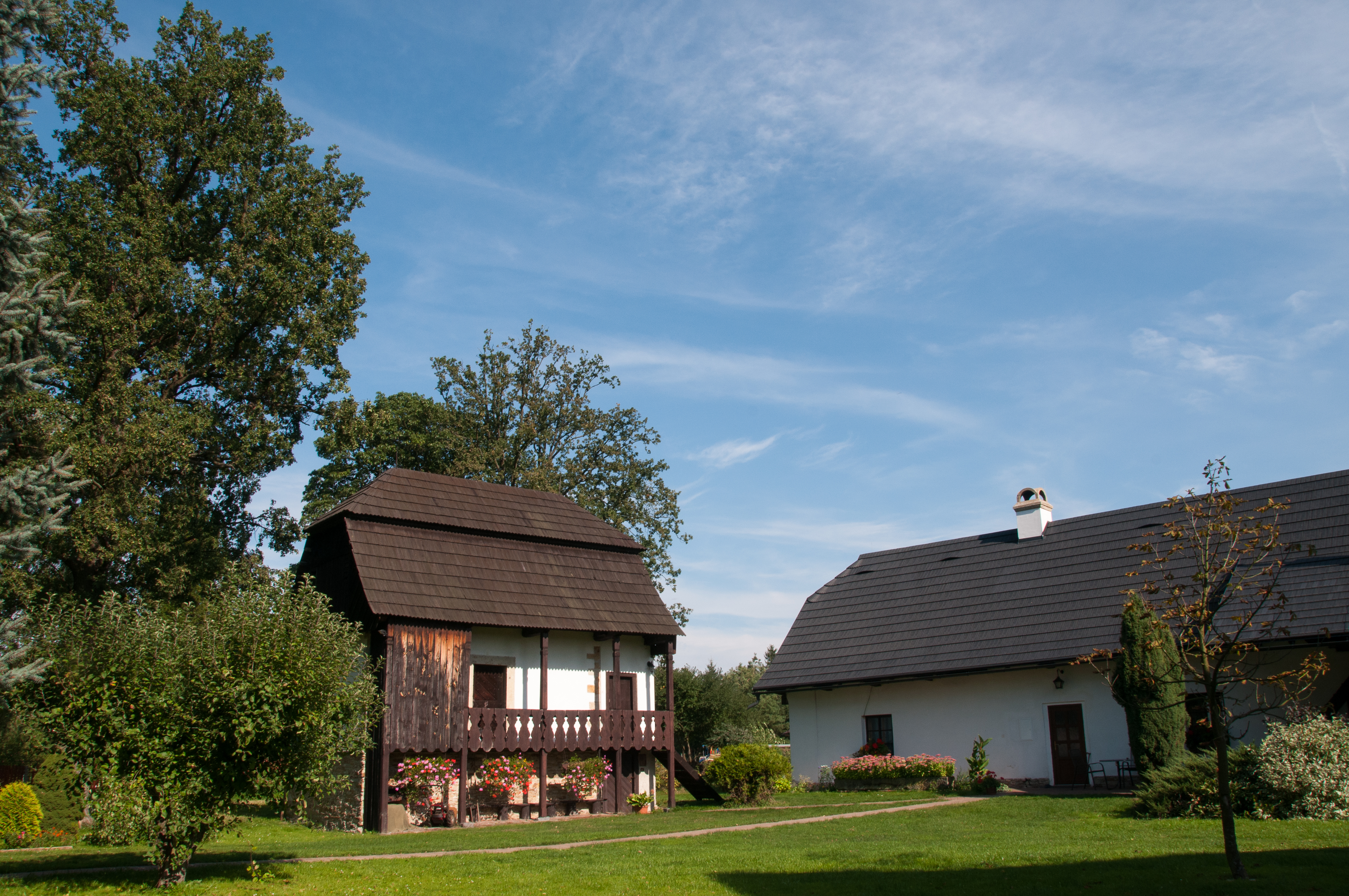
Venkovská usedlost čp. 34 (Běleč nad Orlicí), pohled na dvůr
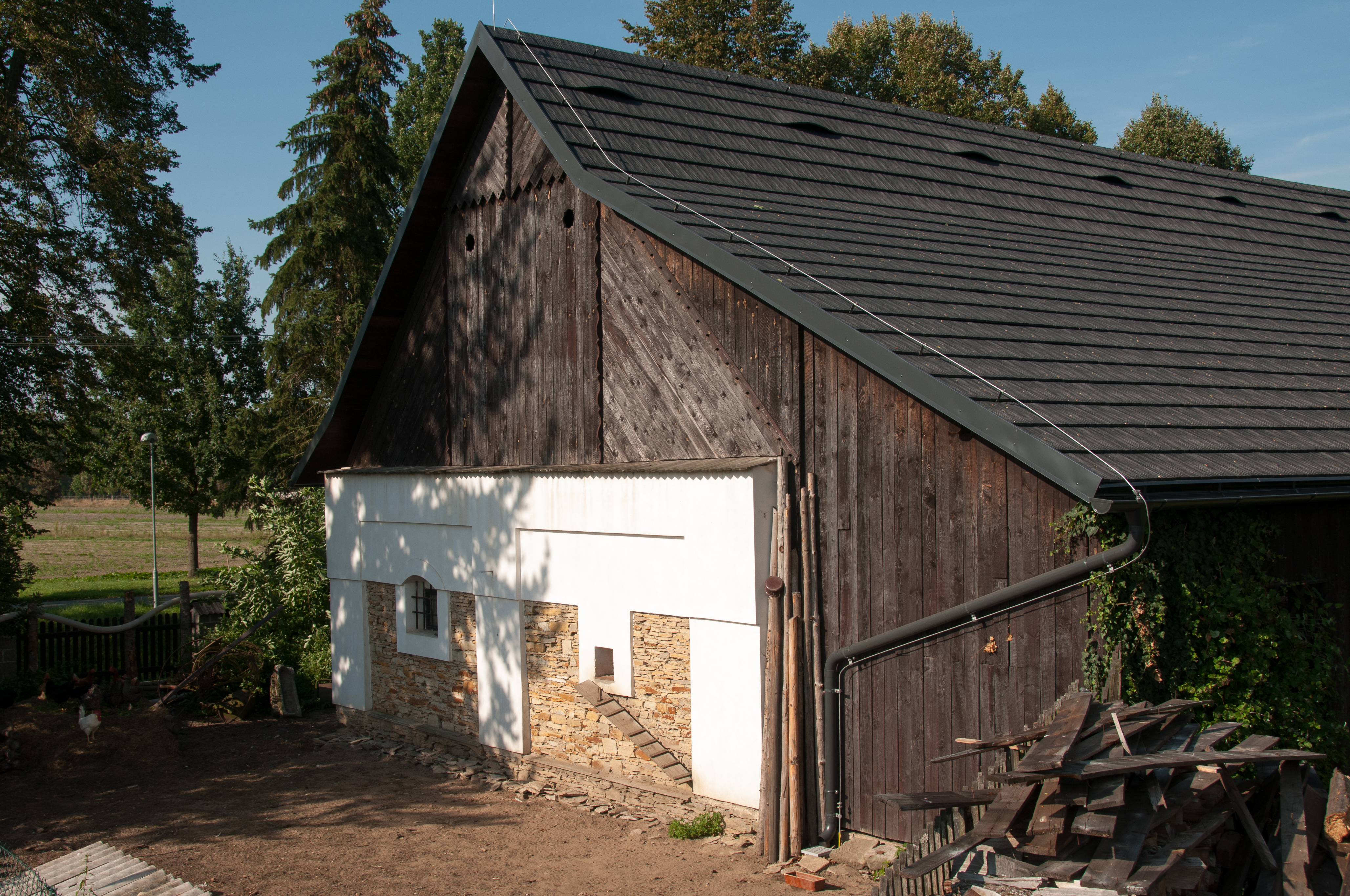
Venkovská usedlost (Běleč nad Orlicí), stodola
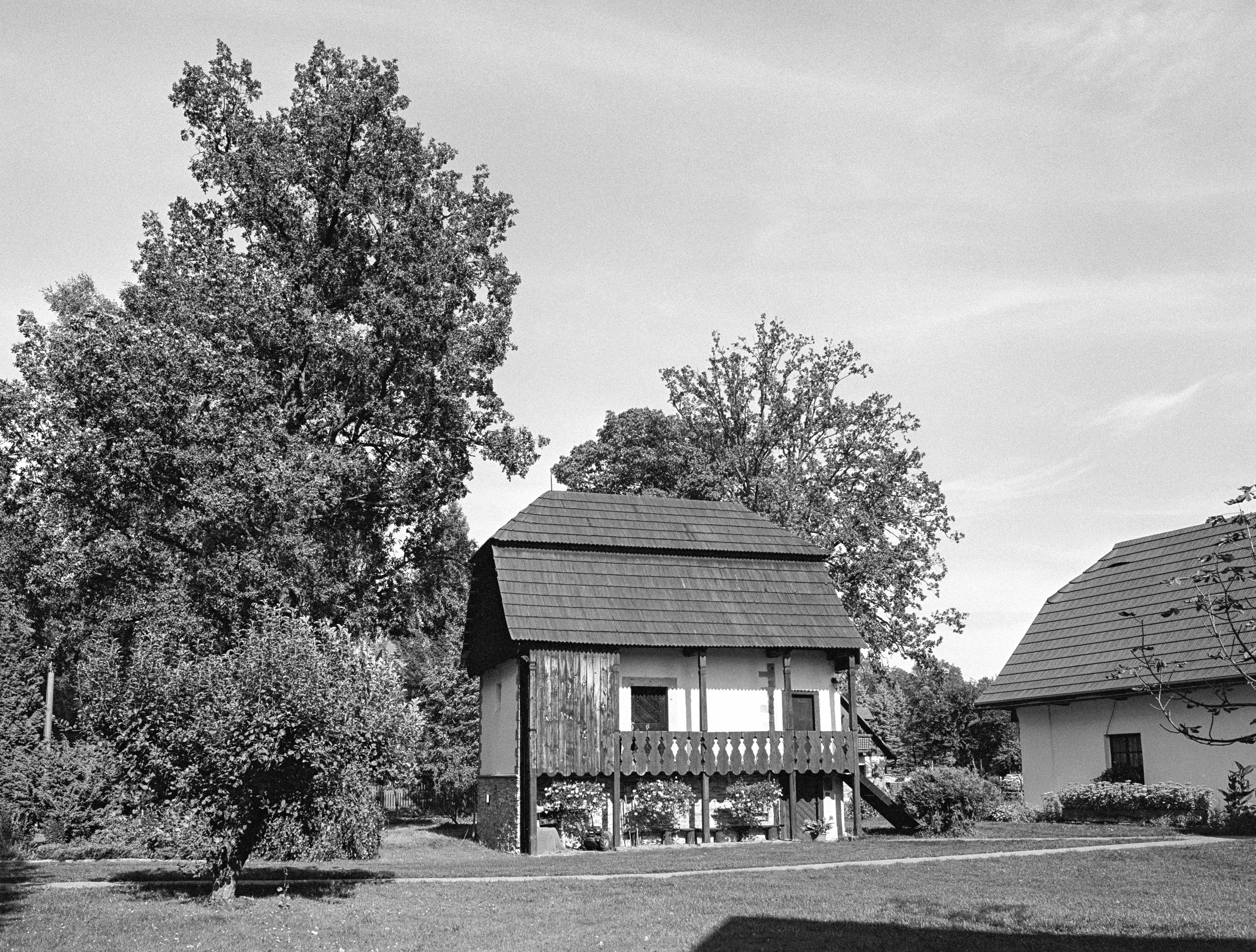
Venkovská usedlost (Běleč nad Orlicí), špýchar a dvůr
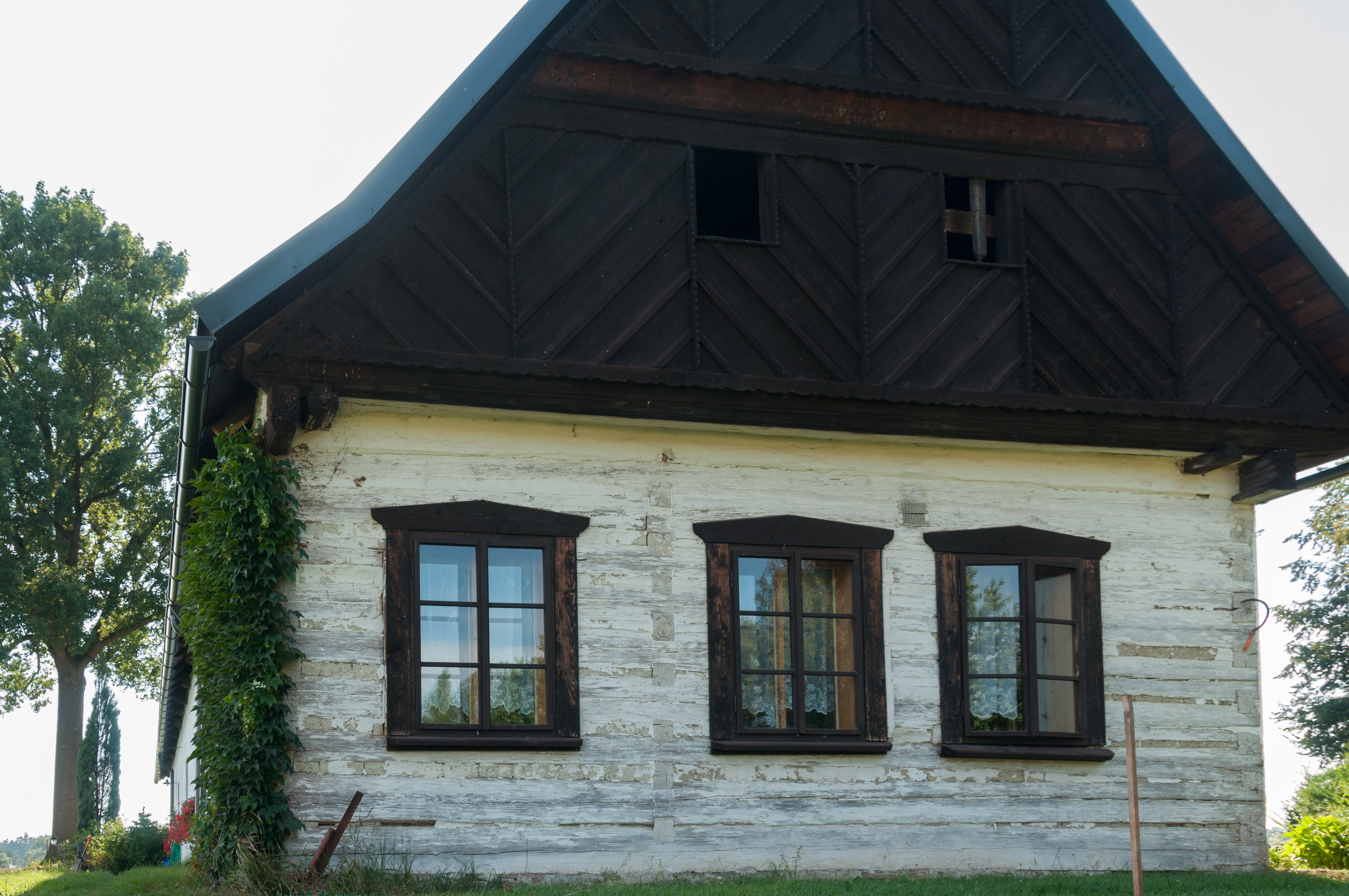
Venkovská usedlost (Běleč nad Orlicí), štít obytného stavení